# Kimi ga Nozomu Eien (computerspel)
Kimi ga Nozomu Eien (君が望む永遠, Nederlands: De eeuwigheid waarnaar je verlangt), ook wel afgekort tot Kiminozo of KGNE, is een Japanse visuele roman. Het computerspel is uitgebracht door Âge en verscheen op 3 augustus 2001 voor Microsoft Windows.
Het spel verscheen eerst als eroge. Later ports voor spelconsoles werden uitgebracht zonder de erotische scènes onder de titel Kimi ga Nozomu Eien ~Rumbling hearts~. Op 31 juli 2024 kwam Kimi ga Nozomu Eien ～Enhanced Edition～ uit, samen met een officiële Engelse vertaling. Het was de eerste keer dat het spel verkrijgbaar was buiten Japan.
Op basis van het spel is er een 14-delige animeserie gemaakt. De distributeur in Amerika bracht de anime uit onder de titel Rumbling hearts vanwege de moeilijk uitspreekbare titel voor het Engelstalige publiek. Een vierdelige OVA onder de naam Kimi Ga Nozomu Eien - Next Season is in 2007 in Japan uitgebracht.

## Plot
Het verhaal gaat over vier vrienden: Takayuki, Haruka, Mitsuki en Shinji. Als gevolg van een ongeluk raakt Haruka in een coma die drie jaar duurt. Als zij weer ontwaakt weet ze niet dat er drie jaar verstreken zijn en haar vrienden moeten doen alsof er in die tussentijd niets is gebeurd. Het verhaal vertelt op een realistische manier de ontwikkelingen in de onderlinge relaties tussen de vrienden en hun naaste omgeving. Er worden thema's aangesneden als posttraumatisch stresssyndroom, rouw en vriendschap.

## Personages
Takayuki Narumi
De hoofdpersoon. Hij ontwikkelt een posttraumatisch stresssyndroom na Haruka's ongeluk en breekt hierdoor zijn studie af. Later werkt hij in een restaurant en begint tijdens de afwezigheid van Haruka geleidelijk aan een relatie met Mitsuki.
Haruka Suzumiya
Een verlegen en timide meisje. Ze wordt door Mitsuki gekoppeld aan Takayuki tijdens hun schoolperiode (ze was al een lange tijd verliefd op hem). Ze raakt betrokken bij een ernstig ongeluk, waardoor ze 3 jaar in coma ligt.
Mitsuki Hayase
De vriendin van zowel Takayuki als Haruka, maar heeft stiekem gevoelens voor Takayuki. Op school was ze een wedstrijdzwemster, maar stopte hiermee na Haruka's ongeluk.
Akane Suzumiya
De jonger zus van Haruka. Zij houdt zich net als Mitsuki bezig met zwemmen en ze kijkt aanvankelijk op tegen Mitsuki. Doordat ze de laatste betrapte met Takayuki sloeg de bewondering over in haat, omdat ze het zag als verraad jegens Haruka. Ze ziet Takayuki als een grote broer en ondanks haar negatieve gevoelens jegens Mitsuki blijft ze in zekere mate gesteld op hem.